# Delitto di Novi Ligure
Il delitto di Novi Ligure è un caso di duplice omicidio avvenuto il 21 febbraio 2001 a Novi Ligure, in provincia di Alessandria. Erika De Nardo, di sedici anni, e l'allora fidanzato Mauro Favaro, detto "Omar", di diciassette anni, uccisero premeditatamente la contabile quarantunenne Susanna Cassini in De Nardo, detta "Susy", e l'undicenne Gianluca De Nardo, rispettivamente madre e fratello di Erika. 
Secondo l'accusa i due giovani avevano progettato di uccidere anche Francesco De Nardo, il padre, quarantacinquenne ingegnere e dirigente dell'azienda dolciaria Pernigotti, ma avrebbero poi desistito perché Omar, feritosi a una mano nel corso del duplice delitto, era ormai stanco e aveva deciso di andarsene. Il caso ebbe un ampio interesse mediatico.

## Storia
La dinamica del delitto acquisita agli atti processuali venne essenzialmente desunta dalle ricostruzioni fornite dal RIS dei Carabinieri; ebbero invece minore importanza le dichiarazioni rese dai due colpevoli che, una volta riconosciuti come tali, adottarono una linea di difesa incentrata su vicendevoli accuse, senza mai delineare un quadro chiaro della vicenda. In particolare la versione di Erika, che tese ad addossare tutta la responsabilità su Omar, venne giudicata fortemente mendace; per contro le affermazioni di Omar risultarono maggiormente coerenti con le ricostruzioni oggettive: per esempio venne appurato che la ferita che Omar subì a una mano era da attribuirsi a un morso inferto da Gianluca, come sostenuto da lui stesso, mentre Erika aveva dichiarato che la ferita era dovuta a una coltellata accidentale. Inoltre il ragazzo dimostrò un maggiore e immediato ravvedimento sulla gravità di ciò che era stato commesso, pur minimizzando il proprio ruolo.
Stando alle ricostruzioni degli inquirenti, intorno alle 19:30 del 21 febbraio 2001 Susy Cassini e il figlio Gianluca De Nardo rientrarono nella casa di famiglia in via don Beniamino Dacatra, 12, nel quartiere novese del Lodolino. Di lì a poco nella cucina dell'abitazione iniziò un diverbio tra la Cassini e la figlia maggiore: il motivo era da ricondurre allo scarso rendimento scolastico della ragazza, studentessa al civico Collegio San Giorgio indirizzo Geometri dopo due anni deludenti al liceo scientifico Amaldi, e i timori della madre legati alle possibili cattive frequentazioni della figlia. 
In questa circostanza Erika afferrò un coltello e inflisse il primo fendente alla madre: immediatamente il suo fidanzato, che fino ad allora era rimasto nascosto nel bagno del pianterreno dove aveva già indossato un paio di guanti, accorse per dare manforte alla ragazza, che solo allora si mise i guanti. Uno dei due coprì la bocca di Susy con una mano e insieme poi cominciarono ad accoltellarla. La donna in un primo momento riuscì a divincolarsi e nel tentativo di fuga urtò contro il tavolo della cucina, che si spezzò per la violenza dell'impatto; i giovani si scagliarono nuovamente su di lei, continuando a infliggerle fendenti, fino a essere sicuri di averla uccisa. In totale Susy Cassini ricevette 40 coltellate. Omar affermò che, prima di morire, Susy Cassini avrebbe gridato alla figlia il suo perdono, implorandola di risparmiare il fratello.
Fino a quel momento Gianluca si trovava al piano superiore dove si stava preparando per lavarsi, essendo appena tornato da una partita di pallacanestro. Attirato dal trambusto, il fratello di Erika scese al pian terreno e assistette impotente e atterrito all'omicidio della madre. Accortisi della sua presenza, i due fidanzati rivolsero la loro furia contro di lui: Gianluca fu colpito una prima volta al piano terra dalla sorella, come dimostrato da uno schizzo di sangue del bambino rinvenuto sul cavo del telefono della cucina, dopodiché i due lo accompagnarono al piano superiore, come verrà provato dalle gocce di sangue della giovane vittima rinvenute anche sulle scale, cercando di calmarlo. 
Nella foga, i due assassini lasciarono orme insanguinate sulle scale e impronte sul muro, oltre a tracce ematiche provenienti dai coltelli intrisi di sangue. Erika sospinse il fratellino verso il bagno affermando di volerlo aiutare a lavarsi e medicargli la ferita, ma Gianluca era in preda al panico e cercò rifugio nella camera di Erika: qui fu raggiunto da ulteriori coltellate.
Nel frattempo, per evitare che i vicini udissero le grida, Erika alzò al massimo il volume dello stereo, sulla cui manopola furono rilevate altre tracce ematiche. Nei piani dei due assassini probabilmente non vi era l'assassinio di Gianluca, ma la sua presenza imprevista sulla scena del crimine e la sua reazione colsero di sorpresa i due giovani, che presero la decisione di ucciderlo. 
Gianluca, con le poche forze rimaste, tentò di scappare cercando rifugio nel bagno, ove fu preso in trappola dagli assassini: inizialmente Erika cercò di avvelenarlo facendogli ingerire della polvere topicida, di cui vennero poi repertate tracce vicino alla vasca da bagno, nel pianerottolo del piano superiore e nelle scale; successivamente tentò di affogarlo nella vasca piena d'acqua. Entrambi i tentativi fallirono e mentre Gianluca continuava a difendersi disperatamente, morse Omar nella zona della prima piega interdigitale della mano destra, procurandogli una ferita sanguinante. A quel punto, avendo con sé ancora uno dei coltelli usati per uccidere Susy, i due ricominciano a colpirlo per un successivo quarto d'ora, fino a togliergli la vita con 57 coltellate.
Compiuto il crimine, i due ragazzi tornarono al piano terra, dove scoppiò una discussione tra i due circa l'opportunità di aspettare il rientro del padre della ragazza per uccidere anche lui: Erika insistette, ma Omar si sentiva troppo stanco e le intimò di fare da sola, dopodiché i ragazzi cercarono di lavare il sangue dagli ambienti, senza riuscirvi; lavarono comunque le armi per tentare di cancellare le impronte. Un coltello fu gettato nei rifiuti chiuso in un sacchetto insieme con un paio di guanti, mentre l'altro restò nella casa, sul pavimento della cucina. Alle 20:50 Omar lasciò la casa dalla porta principale e se ne andò in motorino, venendo visto da un passante che, notandone i pantaloni insanguinati, l'indomani ne informò i Carabinieri.

## Le indagini
Verso le ore 21 Erika, ancora con i vestiti insanguinati addosso, uscì dalla villetta passando dal garage e cominciò a vagare lungo via Dacatra, invocando aiuto ad alta voce. All'arrivo delle forze dell'ordine, allertate dai vicini, Erika disse che due malviventi extracomunitari, che qualificò come "albanesi" inventando anche una descrizione sommaria del loro aspetto, si erano introdotti in casa per una rapina e che la situazione era degenerata sfociando nel duplice omicidio. 
Questa versione venne inizialmente considerata veritiera dagli inquirenti e ripresa dai principali organi d'informazione e da esponenti politici, inducendo la convocazione di manifestazioni di protesta contro gli immigrati in tutta Italia, Novi Ligure compresa. Nel giro di poche ore le forze dell'ordine entrarono in casa di Cezar Tellalli, un diciassettenne albanese indicato da Erika come uno dei due responsabili. Tellalli venne portato in caserma e interrogato, ma avendo un alibi valido fu rilasciato. Il giorno dopo, Tellalli tornò in caserma con un amico che avrebbe dovuto confermare l'alibi, lì incontrò Erika e Omar: li conosceva, avendo frequentato l'oratorio con la ragazza e giocando nella stessa squadra di calcio del ragazzo. In quell'occasione parlarono del più e del meno, visto che Cezar non sapeva che era stata Erika ad accusarlo e neanche che il duplice omicidio riguardava i suoi familiari.
I rilievi degli inquirenti accertarono che nessuna porta o finestra della casa mostrava segni di forzatura e che nessun oggetto di valore era stato sottratto dagli ambienti domestici. Inoltre, i vicini di casa riferirono che quella sera i due cani da guardia della famiglia De Nardo non avevano abbaiato. In aggiunta, le armi con cui erano state assalite e uccise le vittime appartenevano alla famiglia, essendo due coltelli facenti parte del servizio da cucina; suscitavano poi perplessità l'orario, non particolarmente tardo e dunque insolito per un furto in casa, e il fatto che una rapina, oltretutto nemmeno consumata, potesse essere il movente di tanta ferocia. Ciò fece perdere consistenza alla versione dei fatti fornita da Erika, sulla quale presto s’indirizzarono i sospetti; ben presto fu vagliata anche la posizione di Omar, che venne chiamato in causa a seguito della già accennata deposizione resa dal passante che la sera del delitto l'aveva visto percorrere via Dacatra in motorino con i pantaloni insanguinati. 
Nel pomeriggio del 22 febbraio, i due ragazzi vennero convocati, ufficialmente come persone informate sui fatti, e lasciati soli per qualche ora in una stanza della caserma novese dei Carabinieri in cui erano installate microspie e telecamere nascoste. All'insaputa dei due adolescenti, gli inquirenti poterono così ascoltarne la conversazione che ne rese palese la colpevolezza: infatti, i ragazzi presero a confrontarsi sugli identikit che la ragazza avrebbe dovuto disegnare per la Polizia e, ad un certo punto, Omar rimproverò a Erika di aver tracciato un volto troppo somigliante a lui, ammonendola inoltre di non tracciarne neppure uno simile a quello di qualche suo compagno di scuola di nazionalità albanese. Nel prosieguo del dialogo i due ragionarono sulla possibilità di essere scoperti, ipotizzando quindi di darsi alla fuga qualora su di loro si fossero addensati sospetti. Le telecamere nascoste ripresero inoltre Erika che, intenta a rievocare quanto fatto quella sera, mimava il gesto di affondare una coltellata, domandando al fidanzato, che l'apostrofava con l'epiteto "assassina" e le paventava i rischi di una pesante condanna penale, se si fosse divertito a uccidere Susy e Gianluca. Da ultimo la stessa Erika raccomandò a Omar di vestirsi bene ai funerali delle loro vittime, previsti per il giorno successivo. 
Il 23 febbraio, il giorno seguente, verso le ore 19, i due fidanzati vennero definitivamente posti in stato di fermo e quindi condotti nel carcere minorile Ferrante Aporti di Torino. Svelata come mendace la versione della rapina, Erika e Omar incominciarono quindi a rinfacciarsi a vicenda la responsabilità del crimine. Complice l'atteggiamento ostile da parte delle altre detenute, per lo più recluse per reati minori, e a seguito della scoperta da parte della polizia penitenziaria di un tentativo da lei attuato di contattare clandestinamente Omar per concordare una versione dei fatti comune tale da alleggerire la posizione di entrambi, la ragazza venne trasferita al carcere minorile Cesare Beccaria di Milano. 
Data la contraddittorietà e l'incompletezza delle versioni di Erika e Omar, la dinamica dei fatti dovette essere ricostruita mediante i rilievi del RIS di Parma sulla scena del crimine: le analisi attribuirono a entrambi una responsabilità praticamente paritetica nell'esecuzione degli omicidi. Indagando sui retroscena della vita dei fidanzati, gli inquirenti scoprirono l'esistenza di una situazione conflittuale latente e litigiosa tra Erika e la madre Susy, delusa dallo scarso rendimento scolastico della figlia e timorosa delle conseguenze del suo rapporto con Omar: infatti, i due tendevano a isolarsi dagli amici e la signora De Nardo temeva che frequentassero compagnie disagiate e facessero uso di sostanze stupefacenti. Effettivamente gli inquirenti appurarono che in alcune occasioni i due giovani avevano fatto uso di cocaina e cannabinoidi quando erano insieme, ma esclusero che la coppia fosse tossicodipendente; venne pure escluso che essi fossero in stato di alterazione provocato dall'uso di droga la sera del delitto.

## I processi
Il 14 dicembre 2001 Erika De Nardo e Omar Favaro furono condannati in primo grado dal tribunale per i minorenni di Torino, coordinato dal magistrato Graziana Calcagno, rispettivamente a 16 e 14 anni di reclusione. In seguito, le condanne sono state confermate, prima dalla corte d'appello di Torino il 30 maggio 2002 e poi, in via definitiva, dalla Corte di cassazione il 9 aprile 2003. 
Durante i tre gradi di giudizio Erika fu difesa dagli avvocati Mario Boccassi e Cesare Zaccone, Omar dagli avvocati Vittorio Gatti e Lorenzo Repetti. La difesa puntò sulla seminfermità mentale, ma i ragazzi furono dichiarati capaci d'intendere e di volere. Il pubblico ministero Livia Locci aveva chiesto pene più severe per i due ragazzi, ovvero 20 anni di reclusione per Erika e 16 per Omar.
Secondo le sentenze di condanna, pur nell'apparente assenza di un comprensibile movente, l'ideazione dei delitti è da ascrivere a Erika, fermo restando il ruolo di Omar che, nello svolgersi del crimine, acquisì progressivamente importanza fino a risultare paritario. I giudici definirono la premeditazione del delitto "lucida e utilitaristica".

## Sviluppi successivi
Nel maggio 2006 i media dettero notizia di un'uscita temporanea di Erika dal carcere nel quadro di un programma di recupero dei detenuti, con disputa di una partita di pallavolo amatoriale. La pubblicità all'evento da parte di televisione e giornali venne da più osservatori ritenuta eccessiva e fuorviante.
Durante la detenzione Erika intraprese una fitta corrispondenza con Mario Gugole, un musicista veronese, che alcune testate indicarono come suo nuovo fidanzato: il giovane, assecondando l'attenzione della stampa, rilasciò diverse interviste e partecipò ad alcuni salotti televisivi. Gugole morì nell'ottobre 2008 in un incidente stradale. 
Il 3 marzo 2010 Omar venne scarcerato, dopo circa 9 anni di detenzione, a seguito dei benefici dell'indulto e di sconti riconosciutigli per la buona condotta. Il giovane si è stabilito in Toscana e ha incominciato a lavorare come barista, dichiarando di voler formare una famiglia con la sua nuova fidanzata e di non voler più pensare a Erika, verso la quale affermò comunque di non portare alcun rancore.
Il 5 dicembre 2011 venne disposta la scarcerazione di Erika, che, dopo aver conseguito la laurea in filosofia nell'aprile del 2009, ha affermato di volersi rifare una vita, dichiarandosi ancora innocente e attribuendo a Omar l'intera responsabilità della strage. 
Il giorno successivo la De Nardo ha lasciato la comunità Exodus di Lonato (BS) di don Antonio Mazzi ed è ritornata una persona libera. Don Mazzi ha dichiarato che la giovane sarebbe "cambiata" durante la detenzione e che la responsabilità del delitto sarebbe dovuta all'abuso di stupefacenti, anche se a suo tempo fu escluso che la ragazza avesse fatto uso di droghe, se non sporadicamente. 
Poco dopo la scarcerazione, dopo aver incontrato la nuova moglie del padre, che nel corso della detenzione le è sempre rimasto vicino, affermando di averla perdonata e di doverla proteggere dalle conseguenze di quanto accaduto, si è trasferita in una casa di proprietà a Lonato e ha espresso il desiderio di andare a insegnare in una scuola del Madagascar.
Nel gennaio 2013 Erika è stata intervistata da diversi quotidiani, lamentando di non riuscire a trovare lavoro perché tutti la riconoscono e la ricollegano al duplice omicidio di dodici anni prima, ottenendo l'offerta di un impiego a tempo indeterminato come segretaria in un'industria edile a Rieti, fatto che ha alimentato polemiche. Dal settembre 2013 al marzo 2015 la giovane ha lavorato in un negozio di dischi e strumenti musicali, successivamente chiuso, nei pressi di Lonato. Il negozio apparteneva ad un musicista della zona, presentato dai mass media come il suo nuovo fidanzato.

## Influenze nella cultura di massa
A questo fatto di cronaca sono ispirate le canzoni di Fabri Fibra Cuore di latta e in parte Questa vita, Gonfio così e Venerdì Diciassette, la canzone dei Subsonica Gente tranquilla (contenuta in Amorematico), la canzone 300 Days To Consciousness dei Motherstone contenuta in Biolence del 2008, lo spettacolo teatrale Le mani forti e nel 2014 la canzone di LowLow e Mostro Erika e Omar.
Omar ed Erika vengono citati nel brano S.E.N.I.C.A.R. di Marracash, nel brano Il dramma dei Truceboys, nei brani Hip Hop Bang Bang, Ruff Combo e Spaghetti Western ("qua tutti vogliono la stella da sceriffi: accoltellano la madre e poi accusano i califfi") dei Club Dogo e nel brano Feelin' Good di Noyz Narcos. Erika e Omar vengono citati anche nel singolo Killer Star di Immanuel Casto.
Il numero 404 del fumetto Alan Ford dal titolo Enrika colpisce ancora è sempre ispirato a questa vicenda.